# 배틀 오브 비보이
《배틀 오브 비보이》(Battle of the Year)는 2013년 공개된 미국의 댄스 영화이다.
이 영화는 2013년 9월 20일 스크린 젬스를 통해 개봉되었다. 이 영화는 비평가와 관객 모두에게 혹평을 받았으며 흥행 참패를 거두어, 1,600만 달러의 수익을 올렸고, 2,000만 달러의 제작비를 회수하는 데 실패했다.

## 줄거리
과거 15년간 세계적인 비보이 대회 '배틀 오브 더 이어'에서 우승하지 못한 미국은, 단테 그레이엄의 주도로 제이슨 블레이크를 코치로 영입하여 드림팀을 결성한다. 블레이크는 미국 전역에서 최고의 비보이들을 모아 팀을 구성하고, 처음에는 서로의 차이 때문에 갈등을 겪지만 점차 협력하는 법을 배우며 한 팀으로 뭉쳐간다. 드림팀은 우여곡절 끝에 준결승에 진출하여 전년도 우승팀인 프랑스를 꺾고, 결승에서 강력한 우승 후보인 한국 팀과 맞붙게 된다. 치열한 접전 끝에 아쉽게도 단 1점 차이로 패배하지만, 블레이크는 다음 대회를 기약하며 다시 훈련에 매진할 것을 다짐한다.

## 출연

### 주연
- 조쉬 할로웨이
- 크리스 브라운
- 조쉬 펙

### 조연
- 라즈 알론소
- 케이티 롯츠
- 테렌스 J
- 위로니카 로사티
- 루이스 로사도
- 제시 어윈
- 키스 스톨워스
- 지오바니 V. 지우스티
- 이반 플립즈 베레즈
- 조쉬 할로웨이
- 애니스 처파
- 데이빗 슈레이브맨
- 스티브 테레다
- 스웨이
- 오렌 미카엘리

## 기타
- 원조: 벤슨 리
- 총괄프로듀서: 글렌 S. 게이너
- 프로듀서: 윌리엄 파커
- 공동프로듀서: 데이브 스콧
- 미술: 크리스 콘웰
- 헤어: 베로니크 보슬
- 의상: 안소연
- 배역: 트윙키 버드